# Obljaj
Obljaj je naseljeno mjesto u općini Bosansko Grahovo, Federacija Bosne i Hercegovine, BiH.
Postoji Veliki i Mali Obljaj.

## Povijest
Za vrijeme četničkog ustanka 27. srpnja 1941. mjesni su Hrvati gotovo u potpunosti zatrti u pokolju kojeg su srpski ustanici počinili u Bosanskom Grahovu i okolnim selima Koritima, Luci, Ugarcima i Crnom Lugu. Srpski ustanici su opljačkali i spalili sve hrvatske kuće, a u samom Obljaju su zapalili župni ured i rimokatoličku crkvu sv. Ilije Proroka.

## Stanovništvo

### 1991.
Nacionalni sastav stanovništva 1991. godine, bio je sljedeći:
ukupno: 193
- Srbi - 162
- Hrvati - 25
- Jugoslaveni - 5
- ostali, neopredijeljeni i nepoznato  - 1

### 2013.
Nacionalni sastav stanovništva 2013. godine, bio je sljedeći:
ukupno: 108
- Srbi - 55
- Hrvati - 52
- ostali, neopredijeljeni i nepoznato  - 1

## Znamenitosti
Danas se na zidu crkve sv. Ilije Proroka u Obljaju nalaze crne kamene ploče s uklesanim imenima Hrvata s ovog područja koji su ubijeni u Drugom svjetskom ratu i u Domovinskom ratu.

## Poznate osobe
- Gavrilo Princip, mladobosanac i atentator

## Vanjske poveznice
- Obljaj